# Peter Albert
Pour les articles homonymes, voir Albert.
Peter Albert (né le 17 décembre 1946 à Erfurt, mort le 30 décembre 2001 à Berlin-Rahnsdorf) est un chanteur allemand.

## Biographie
Après avoir obtenu son diplôme de la POS à Erfurt en 1963, il commence sa formation de marchand en gros. De 1964 à 1969, il étudie la guitare à l'école de musique d'Erfurt. Pendant ce temps, il tourne avec son propre groupe à travers la RDA. Au Zentralen Studio für Unterhaltungskunst à Berlin, Albert obtient son diplôme de chant en 1971, qu'il termine en 1972 avec le diplôme de la scène.
Avec son premier succès Du hast wohl Langeweile en 1970, Albert devient chanteur professionnel. Son plus grand succès Dreh dich nicht mehr um est pendant seize semaines en 1975 en tête du classement de Schlagerrevue.
En 1990, Dieter Birr et Peter Meyer des Puhdys écrivent pour Albert les titres Wiedersehen et Trink ein Glas Wein mit mir.
Albert est présent dans toutes les grandes émissions de divertissement de Deutscher Fernsehfunk : Ein Kessel Buntes, Da liegt Musike drin, Helga-Hahnemann-Show, Klock 8, achtern Strom.
Des tournées à l'étranger conduisent Albert à Cuba, en Union soviétique, en Mongolie, aux Pays-Bas et en Autriche.
Peter Albert meurt d'une crise cardiaque. Son épouse Inge est une ancienne danseuse du ballet de la télévision. Le mariage donne un fils.

## Discographie
Albums
- 1975 : Peter Albert (Amiga)
- 1977 : Party mit Peter (Amiga)
- 1998 : Dreh dich nicht mehr um (Alles Records)

Singles
- 1972 : Eine neue Liebe ist wie ein neues Leben (face B, face A de l'orchestre Volkmar Schmidt, Amiga)
- 1973 : Wer wird denn weinen / Da, wo nie ein D-Zug hält (Amiga)
- 1973 : Doch zum Glück dreht sich die Welt / Bis zum Horizont (Amiga)
- 1974 : Hier ist die Liebe / Tausch deine Träume gegen meine Liebe (Amiga)
- 1974 : Ausverkauf im Fundbüro / Cubana (Amiga)
- 1975 : Dreh dich nicht mehr um / Musik, Musik (Amiga)
- 1975 : Dich gibt’s nur einmal / Ruf mich mal an (Amiga)
- 1975 : He Josefin / Unser erster Tanz (Amiga)
- 1976 : Spiel das Lied noch einmal / Wenn dir’s zu kühl wird (Amiga)
- 1977 : Nur ein klitzekleiner Kuß / Trotzdem war es Liebe (Amiga)
- 1978 : Aber ein einziger Weg fällt mir schwer / Ich hab’ heut’ ein Englein gesehen (Amiga)
- 1993 : Wie konnt’ ich ohne dich nur leben? (chanson de Jürgen Renfordt, AllOver Records)
- 1995 : So wie du (Steps Records)
- 1996 : Solang’ wie du zu mir gehörst (AllOver Records)
- 1997 : Urlaub Richtung Süden
- 1998 : Blonder Engel (Alles Records)
- 2000 : Zwei starke Arme (Dali Records)
- 2001 : Wehrloser Dieb (WPL Records)

## Source de la traduction
- (de) Cet article est partiellement ou en totalité issu de l’article de Wikipédia en allemand intitulé « Peter Albert (Musiker) » (voir la liste des auteurs).

1. 1 2 3  (de) « Schlagersänger Peter Albert ist tot », sur Berliner Kurier, 2002 (consulté le 23 novembre 2019)